# Tigrigra
Tigrigra  (in arabo تيكريكرة‎?) è un centro abitato e comune rurale del Marocco situato nella provincia di Ifrane, regione di Fès-Meknès. Conta una popolazione di 11 031 abitanti (censimento 2014).